# James T. Walsh
James Thomas "Jim" Walsh, född 19 juni 1947 i Syracuse, New York, är en amerikansk republikansk politiker. Han var ledamot av USA:s representanthus 1989-2009.
Walsh gick i skola i Christian Brothers Academy i Syracuse. Han utexaminerades 1970 från St. Bonaventure University. Han tjänstgjorde i Fredskåren 1970-1972. Han var sedan verksam inom affärslivet.
Kongressledamoten George C. Wortley kandiderade inte till omval i kongressvalet 1988. Walsh vann valet och efterträdde Wortley i representanthuset i januari 1989. Han omvaldes nio gånger. Han bestämde sig sedan för att inte kandidera till omval i kongressvalet i USA 2008. Han efterträddes som kongressledamot av demokraten Dan Maffei.